# 藤原麻里菜
藤原 麻里菜（ふじわら まりな、1993年〈平成5年〉7月20日 - ）は、日本の発明家、YouTuber、コンテンツクリエイター、文筆家、映像作家。「無駄づくり」として工作・発明活動を展開。YouTube NextUp 2016入賞者。2019年度総務省「異能（Inno）vation」最終選考通過者。株式会社 無駄 代表取締役。
よしもとクリエイティブ・エージェンシーを経てフリーランス。文化庁メディア芸術祭エンターテイメント部門審査委員会推薦作品となった「オンライン飲み会緊急脱出マシーン」など、2021年の時点で200点以上の作品を制作。著書に『無駄なことを続けるために』や『考える術』がある。

## 来歴

### 生い立ち
1993年7月20日生まれ、神奈川県横浜市戸塚区出身。小学生の頃にパソコンを親に買ってもらい、インターネットを始める。高校を卒業した2012年、吉本総合芸能学院東京校（東京NSC）に18期生として入学する。

### よしもとクリエイティブ・エージェンシー時代
2013年に東京NSCを卒業し、よしもとクリエイティブ・エージェンシーに所属。当初はピン芸人としても活動していたがうまくいかず、事務所より「YouTubeで好きなことをやってみたら」と言われたことをきっかけに、同年8月、YouTubeチャンネル「無駄づくり」を開設し、自作の実験工作や発明などを紹介する動画を投稿し始める。チャンネルを開設して1ヶ月後、「YouTube エンタメウィーク」に選ばれ、9月21日に『オードリーのオールナイトニッポン』へゲスト出演する。
2015年8月には初個展「無駄な部屋」を開催。2016年にはGoogle Japanが主催するクリエイター支援プログラム「YouTube NextUp 2016」コンテストで入賞する。2017年より、複数のウェブメディアにて「無駄づくり」関連の連載・寄稿を始める。さらに2018年6月2 - 10日の9日間、台湾で、国外での初個展「無用發明展 - 無中生有的沒有用部屋in台北」を開催。2万5000人以上の来場者を記録した。
2018年11月16日、著書『無駄なことを続けるために ― ほどほどに暮らせる稼ぎ方 ―』を出版。2019年度には、総務省の「異能（Inno）vation 破壊的な挑戦部門」で最終選考を通過。2020年2月21日に自身のTwitterで「もっと自由に無駄づくりを含めて活動していくため」として吉本興業を退社することを発表し、8月29日付で吉本興業を円満退所する。

### 独立、株式会社無駄の創業へ
2021年にはSNSでの動画再生の総回数が4000万を超えており、『考える術 ─ 人と違うことが次々ひらめくすごい思考ワザ71 ―』を出版。テレビ東京の『23時の密着テレビ「レベチな人、見つけた」』、フジテレビの『セブンルール』、テレビ朝日の『ももクロちゃんと!』といったテレビ番組でも藤原は取り上げられた。さらに10月には「フォーブス30アンダー30」日本版の一人に選出されている。
2022年2月22日には株式会社 無駄を創業し、同社の代表取締役となる。同年3月にはホラーコメディ漫画『見える子ちゃん』とコラボレーションした「怖いシーンをスルーできるマシーン」を発表。同年4月からはNHKEテレ『魔改造の夜 技術者養成学校』に生徒役で出演している。同年7月には日本青年会議所からJCI JAPAN TOYP2022の会頭特別賞を受賞した。
なお、同年6月21日から30日には西武渋谷店で「MUDA COLLECTION 2022 Summer ―Let’s wear useless things―」を、同年8月8日から9月11日には渋谷センター街で「株式会社無駄渋谷支展 ―無駄なおしごと体験―」を開催。また、2023年3月に西新宿のNTTインターコミュニケーション・センターで開催される「多層世界とリアリティのよりどころ」展には、藤原も「オンラインミーティング用パーティション」と「オンライン飲み会緊急脱出マシーン」を出展する。
2022年11月には「人の心を豊かにする「無駄づくり」活動で新しい価値観を生み出し、独自のキャリアを形成」として、日経WOMANのウーマン・オブ・ザ・イヤー2023に選出される。また、2023年2月26日から3月26日にかけて毎週日曜深夜にABCテレビで放送された「今夜ぐらい脱力させて」において、ラバーガールの飛永翼とMCを務める。同年7月には、「SNSを全くやっていない人」と結婚したことをブログで発表した。

## 作品
藤原の工作物・発明品には、「インスタ映えを台無しにするマシーン」、「そっと耳を塞いでくれるマシーン」、「寝ポテチマシーン」、「恋のおまじないをチートするマシーン」、「賃貸で飼える犬」、「怒ると勝手にひっくり返るちゃぶ台」、「すばやくパスタを食べられるスプーン」、「ワインを優雅に飲めるマシーン」、「謝罪メールパンチングマシーン」などがあり、2021年時点で200点を超える。
第24回文化庁メディア芸術祭エンターテイメント部門では、「オンライン飲み会緊急脱出マシーン」が審査委員会推薦作品に選出。2021年のインタビューではこれまでで最も「非合理的」で無駄なアイデアとして、1位「イヤフォンを絡ませるマシーン」、2位「イントロクイズ目覚まし時計」、3位「ラーメンの画像をすべてネジにするアプリ」を挙げている。
3Dプリンターも使用し、電子工作ではArduinoやセンサー、モータを使用する。電動の作品は増えており、2021年にはマネキンに光センサーやモータを搭載した「ニューノーマル・ハグ・ロボット」を製作。なお藤原はパピコを同時に2本食べられる「パピコWストロー」を発案。2024年夏に江崎グリコのキャンペーンで配付され話題になった。

## 人物
幼少時は人に迷惑をかけたくないものの規則を守るのが苦手で、葛藤を抱えていたという。工作・発明にあたっては日常生活の問題から発想を得ているといい、怠け過ぎてはいけないが怠けることを認めることは大事という。また、ものづくりを通して「合理性とか効率とか関係のない、本当にどうでもいいことにも価値がある」と感じるようになったと語っている。
当初は秋葉原にあるシェアアトリエで受け付けバイトをしながら制作していたというが、東京都内に事務所兼作業場所（アトリエ）を持っている。毎日アトリエに足を運ぶこと、月に2つは新作を制作すること、を心掛けているという。また、「自分の生活を楽しくする道具を作ることが好き」と語っている。
工作物や発明品の制作だけでなく、YouTubeの撮影や編集も一人で実施している。YouTubeでは否定的なコメントにも耳を傾けるといい、自分自身に迷いがあった場合は面白くないと評価されることが多かったという。なお、『無駄づくり』の動画内で使用しているBGMは、空中カメラの楽曲。また、空中カメラのボーカル・中村竜を除くメンバーは、高校の先輩にあたるという。

## 主な受賞歴
- 2016年 - Google Japan「YouTube NextUp 2016」入賞[9]
- 2019年度 - 総務省「異能（Inno）vation 破壊的な挑戦部門」最終選考通過[10][注 1]
- 2021年[48] - 文化庁メディア芸術祭エンターテイメント部門審査委員会推薦作品[12]
- 2021年10月 - 「フォーブス30アンダー30」日本版選出[26]
- 2022年7月 - 日本青年会議所「JCI JAPAN TOYP 2022[注 5]会頭特別賞[30]
- 2022年11月 - 日経WOMAN「ウーマン・オブ・ザ・イヤー2023」選出[35]

## 主な出演歴

### テレビ番組
- よい子はマネしないでね（CS・エンタメ～テレ、2018年3月15日 - 5月24日（全6回）） - メインMC[49]
- 魔改造の夜 技術者養成学校（NHKEテレ、2022年4月6日 - ） - 技術者養成学校の生徒役[28][29]
- 今夜くらい脱力させて（ABCテレビ、2023年2月26日 - 3月26日、全5回）- ラバーガールの飛永翼と共同MC[36][37][38]
- ふぞろいのエジソンたち〜ムダにときめく発明ラボ〜（NHK総合、2024年6月16日、篠原ともえや池澤あやかと出演）[50][51]

### 映画
- アイスクリームフィーバー（パルコ、2023年7月14日） - マリ 役[52]

### ラジオ番組
- 日本弁理士会 藤原麻里菜の「おしえて！はっぴょん」（中央エフエム、2016年10月4日 - 2016年12月22日（全24回）） - パーソナリティ[53]
- GRAND MARQUEE（J-WAVE、2022年10月[54] - 12月[55]）

## 主な著作

### 著書
（単著）
- 『無駄なことを続けるために ― ほどほどに暮らせる稼ぎ方 ―』 ヨシモトブックス、2018年11月、ISBN 978-4847097317。
- 『考える術 ― 人と違うことが次々ひらめくすごい思考ワザ71 ―』 ダイヤモンド社 、2021年1月、ISBN 978-4478109694。
- 『無駄なマシーンを発明しよう! ― 独創性を育むはじめてのエンジニアリング ―』 登尾徳誠 監修、技術評論社、2021年7月、ISBN 978-4297122133。
- 『不器用のかたち』小学館、2024年11月、ISBN 9784093891769。
- 『メルカリで知らん子の絵を買う』文藝春秋、2025年3月、ISBN 9784163919560。

（共著）
- 「捨てる部分がない」『私の身体を生きる』文藝春秋、2024年5月、ISBN 9784163918488[注 7]。

### 寄稿
藤原は
- 『現代ビジネス』（講談社）[56][14]
- 『マネ会 by Abema』（CyberOwl）[19]
- 『となりのカインズさん』（カインズ）[20]
- 『She is（シーイズ）』（CINRA）[57]

などで複数の記事を執筆しており、
- 「頭の悪いメカ by 藤原麻里菜」『fabcross』（メイテック）[58]
- 「余計なことで忙しい」『文學界』[59]

でも連載している。2018年の著書の出版は『現代ビジネス』の記事が堀江貴文に評価されたことがきっかけだといい、著書『無駄なことを続けるために 〜ほどほどに暮らせる稼ぎ方〜』の帯には堀江貴文の推薦文が付いていた。また、日本文藝家協会の編集する「ベスト・エッセイ2023」に
- 「余計なことで忙しい(第10回)天井を見続ける」『文學界』第76巻第10号、2022年10月、268-270頁、CRID 1520856362154272512。

が選出されている。
ほかにも
- “底辺ユーチューバーが海外で個展を開催したおはなし”. デイリーポータルZ. (2018年7月9日) 2021年4月11日(UTC)閲覧。
- “「カネ、妬み、怠け」…私が考えた欲望に負けない方法”. ダイヤモンド・オンライン. (2021年3月24日) 2021年4月11日(UTC)閲覧。

といった記事もある。

### 対談
- 吉村萬壱との対談 - 「対談 追いかけると、逃げていく「無駄」」『文學界』第77巻第1号、2023年1月、160-167頁、CRID 1520575915687560320。